# Catedral de San Juan de St. John's

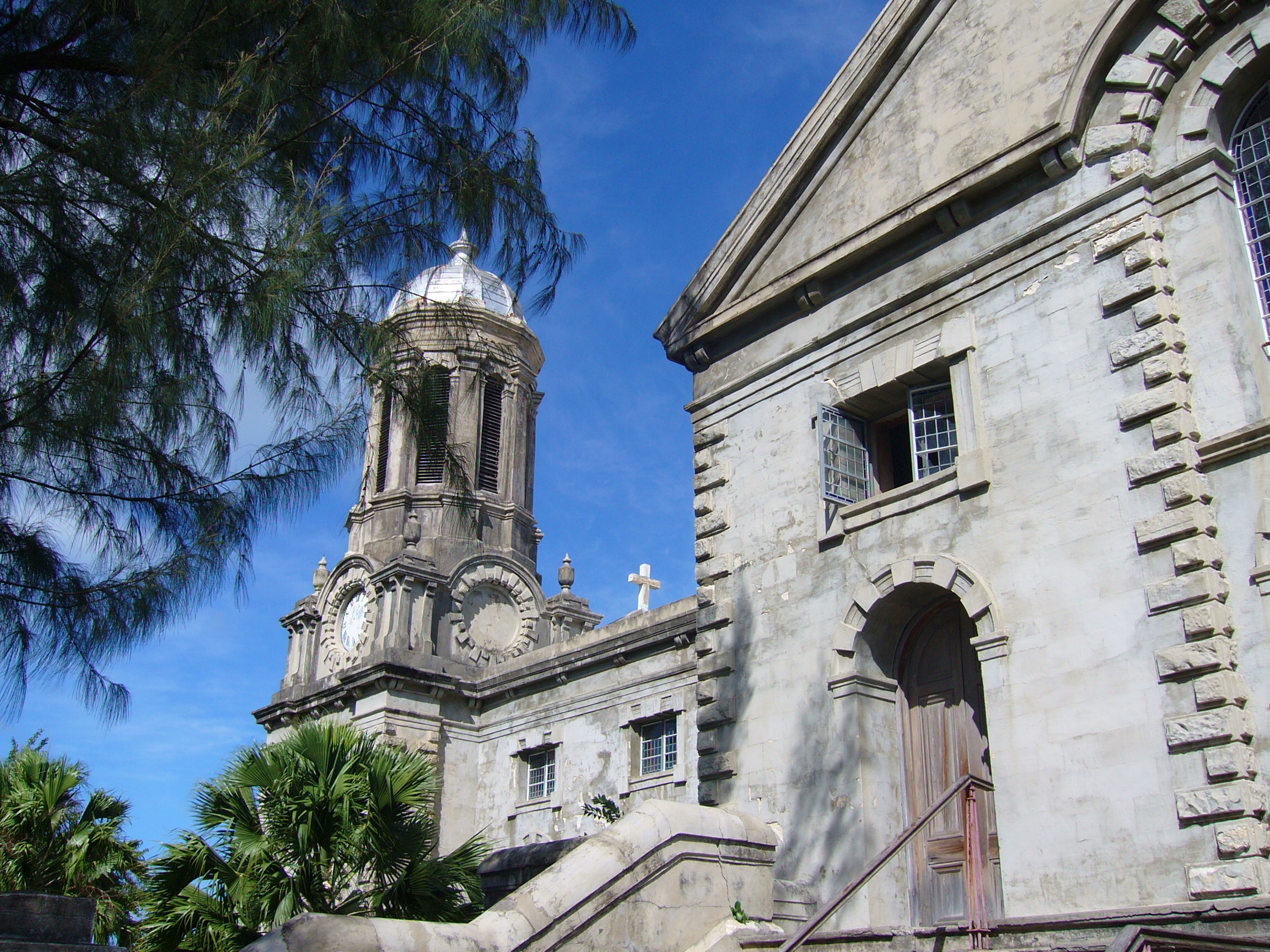
Exterior de la catedral.

La catedral de San Juan (en inglés St. John's Cathedral) es una catedral anglicana ubicada en Saint John's (Antigua y Barbuda) Construida en 1845, es la sucesora de una catedral anterior (1745) y una aún más antigua (1683), destruidas ambas en esas fechas debido a movimientos sísmicos. En el extremo sur, se encuentran verjas de hierro con imágenes de plomo de San Juan el Evangelista y San Juan el Bautista, llevadas en 1756 por un buque francés con destino a Martinica.